# برنهارد کول
برنهارد کول (آلمانی: Bernhard Kohl؛ زادهٔ ۴ ژانویهٔ ۱۹۸۲) دوچرخه‌سوار اهل اتریش است.